# San Dana (Gagliano del Capo)
San Dana is een plaats (frazione) in de Italiaanse gemeente Gagliano del Capo.